# Grotte de Baishiya
La grotte de Baishiya (en chinois: 白石崖溶洞) est un sanctuaire bouddhiste tibétain et un site paléoanthropologique de haute altitude situé au nord-est du plateau tibétain dans le xian de Xiahe, dans la préfecture autonome tibétaine de Gannan dans le Gansu, en Chine.

## Présentation

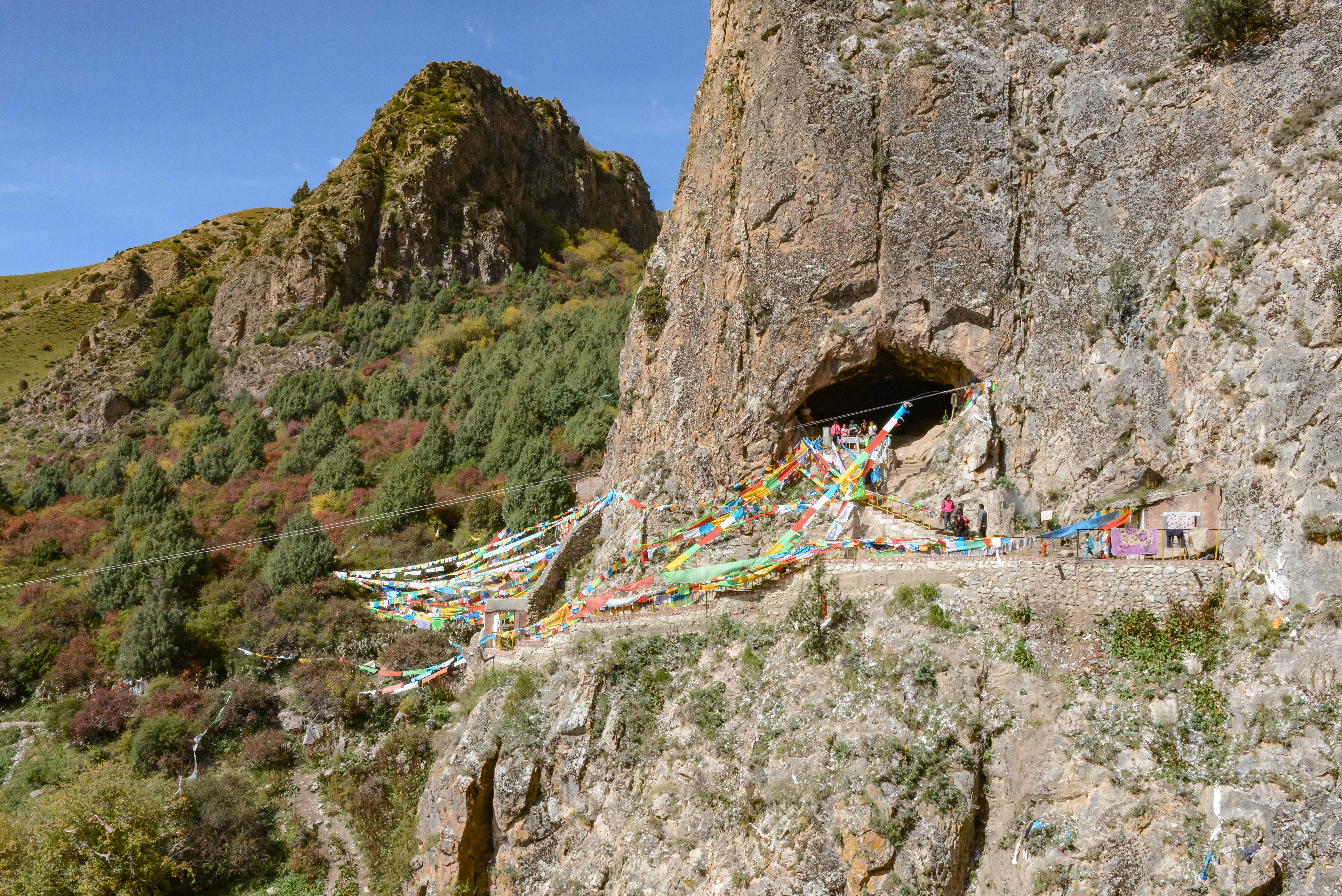
Entrée de la grotte

La grotte karstique de Baishiya est située à 40 mètres au-dessus d’une rivière à une altitude de 3 280 mètres sur le plateau tibétain<. Les dimensions de l’entrée de la grotte sont de 5 mètres en hauteur et 7 mètres en largeur. Des drapeaux de prières marquent l’entrée de la grotte considérée comme un sanctuaire par les Tibétains. Ces derniers s'y retirent pour prier. En 1980, un moine découvre au fond de la grotte un fossile. La grotte de Baishiya est ainsi le site de la découverte du plus ancien fossile d'homininé trouvé sur le plateau tibétain, la mandibule de Xiahe. La mandibule, par analyse paléoprotéomique, est la première découverte confirmée d'un fossile de Denisova à l'extérieur de la grotte de Denisova dans l’Altaï (Russie). Cette découverte de fossile montre que les homininés archaïques étaient présents dans un environnement de haute altitude et pauvre en oxygène il y a environ 160 000 ans.